# فيليب ياكوب كريتشمر
فيليب ياكوب كريتشمر (بالألمانية: Philipp Jakob Cretzschmar) طبيب ألماني اختص في دراسة علم التشريح وعلم الحيوان.

## استكشافاته
- غزال سومرنغ